# Station Martins Heron
Martins Heron is een spoorwegstation van National Rail in Bracknell, Bracknell Forest in Engeland. Het station is eigendom van Network Rail en wordt beheerd door South Western Railway. Het station is geopend in 1988.